# Дрессен, Томас
То́мас Дре́ссен (нем. Thomas Dreßen; 22 ноября 1993) — немецкий горнолыжник, специализировавшийся в скоростных дисциплинах. Победитель этапов Кубка мира, участник Олимпийских игр 2018 года.

## Карьера
На международной арене Томас Дрессен дебютировал в 2008 году в пятнадцатилетнем возрасте. В 2011 году в составе немецкой сборной принимал участие в чемпионате мира среди юниоров, но остался там без медалей. Год спустя на аналогичном турнире выиграл серебряную медаль в гигантском слаломе, уступив менее секунды норвежцу Хенрику Кристофферсену. В 2014 году на молодёжном первенстве в словацкой Ясне стал вице-чемпионом в скоростном спуске.
В кубке мира немецкий спортсмен дебютировал в феврале 2015 года в скоростном спуске на этапе в австрийском Зальбах-Хинтерглемме, где занял 39-е место. В ноябре того же года завоевал первые кубковые очки, став 23-м в скоростном спуске в канадском Лейк Луизе.
В 2017 году Томас Дрессен дебютировал на чемпионате мира, где принимал участие в трёх видах программы. В скоростном спуске и комбинации он занимал места во втором десятке (12 и 14 соответственно), а в супергиганте не смог финишировать.
В начале олимпийского сезона 2017/18 Дрессен завоевал первых подиум на этапах Кубка мира, став третьим в Бивер-Крике на дистанции скоростного спуска. Спустя месяц немец сенсационно выиграл этап в Кицбюэле на знаменитой трассе «Штрайф», став первым с 1979 года немецким победителем в Кицбюэле (тогда победу одержал Зепп Фёрстль).
На Олимпийских играх в Пхёнчхане Дрессен выиграл скоростной спуск в рамках комбинации, но не слишком удачно провёл слаломную попытку и в итоге занял девятое место, уступив две с половиной секунды победившему Марселю Хиршеру. В супергиганте показал 12-е место, в скоростном спуске был пятым.
На этапе Кубка мира в канадском Лейк-Луизе 30 ноября 2019 года Томас одержал свою третью победу в скоростном спуске. В феврале 2020 года немец выиграл ещё два этапа в скоростном спуске — в Гармиш-Партенкирхен и Зальбахе. По итогам сезона Дрессен стал вторым в зачёте скоростного спуска в Кубке мира, уступив только швейцарцу Беату Фойцу. В зачёте супергиганта и общем зачёте Кубка мира Дрессен занял 9-е места.
Завершил карьеру после сезона 2023/24.

## Победы на этапах Кубка мира (5)
| № | Сезон   | Дата        | Место               | Дисциплина           |
| - | ------- | ----------- | ------------------- | -------------------- |
| 1 | 2017/18 | 20 янв 2018 | Кицбюэль            | Скоростной спуск     |
| 2 | 2017/18 | 10 мар 2018 | Квитфьелль          | Скоростной спуск (2) |
| 3 | 2019/20 | 30 ноя 2019 | Лейк-Луиз           | Скоростной спуск (3) |
| 4 | 2019/20 | 1 фев 2020  | Гармиш-Партенкирхен | Скоростной спуск (4) |
| 5 | 2019/20 | 13 фев 2020 | Зальбах-Хинтерглемм | Скоростной спуск (5) |